# Carstairs Junction
Carstairs Junction är en by i South Lanarkshire i Skottland. Byn är belägen 42,1 km 
från Edinburgh. Orten har 640 invånare (2016).